# Corona checa
La corona checa (koruna česká) es el nombre de la moneda de la República Checa. Desciende, junto con la desaparecida corona eslovaca, de la corona checoslovaca (koruna československá, Kčs), que fue la moneda de Checoslovaquia hasta su disolución en 1993.
Su código ISO 4217 es CZK. Su abreviatura es Kč y se coloca tras la cantidad. Se divide en 100 haléřů (h), singular haléř.

## Billetes
Los billetes de la última serie, actualmente en circulación, son los de las denominaciones que a continuación se describen:
| Imagen anverso | Imagen reverso | Denominación | Color predominante | Dimensiones | Anverso                                                                      | Reverso                                                                 |
| -------------- | -------------- | ------------ | ------------------ | ----------- | ---------------------------------------------------------------------------- | ----------------------------------------------------------------------- |
|                |                | 100 coronas  | Verde              | 140 × 69 mm | Efigie del rey Carlos IV de Bohemia.                                         | Sello de su época.                                                      |
|                |                | 200 coronas  | Naranja y ocre     | 146 × 69 mm | Efigie del filósofo y pedagogo Jan Amos Comenius.                            | Una mano de adulto alcanza una mano infantil.                           |
|                |                | 500 coronas  | Marrón y rosa      | 152 × 69 mm | Efigie de la escritora Božena Němcová y rosas.                               | Cabeza de mujer tocada con flores y laureles.                           |
|                |                | 1000 coronas | Púrpura            | 158 × 74 mm | Efigie del político Frantisek Palacký y un árbol.                            | Un águila con las alas extendidas.                                      |
|                |                | 2000 coronas | Verde oliva.       | 164 × 74 mm | Efigie de la soprano Ema Destinnova y una lira de pie sobre hojas de laurel. | La cabeza de una musa con laureles y racimos de uva sobre dos violines. |
|                |                | 5000 coronas | Gris y violeta     | 170 × 74 mm | Efigie del presidente Tomás Masaryk.                                         | Famosos edificios barrocos y góticos de Praga.                          |

## Monedas
| Imagen                                                                                  | Facial     | Circula desde | Metal           | Metal           | Forma y diámetro | Canto          | Anverso                                                                       |
| Imagen                                                                                  | Facial     | Circula desde | Anillo          | Centro          | Forma y diámetro | Canto          | Reverso                                                                       |
| --------------------------------------------------------------------------------------- | ---------- | ------------- | --------------- | --------------- | ---------------- | -------------- | ----------------------------------------------------------------------------- |
|                                                                                         | 1 Corona   | 1993          | Acero niquelado | Acero niquelado | 20 mm            | Estriado       | León de Bohemia, la inscripción ČESKÁ REPUBLIKA en el borde, y año de emisión |
| Numeral 1 sobre la corona de San Wenceslao y la inscripción KORUNA ČESKÁ.               | 1 Corona   | 1993          | Acero niquelado | Acero niquelado | 20 mm            | Estriado       |                                                                               |
|                                                                                         | 2 Coronas  | 1993          | Acero niquelado | Acero niquelado | 21,5 mm          | Liso           | León de Bohemia, la inscripción ČESKÁ REPUBLIKA en el borde, y año de emisión |
| 2 Kč y el camafeo de la Gran Moravia.                                                   | 2 Coronas  | 1993          | Acero niquelado | Acero niquelado | 21,5 mm          | Liso           |                                                                               |
|                                                                                         | 5 Coronas  | 1993          | Acero niquelado | Acero niquelado | 23 mm            | Liso           | León de Bohemia, la inscripción ČESKÁ REPUBLIKA en el borde, y año de emisión |
| Numeral 5 delante de la representación estilizada del Puente de Carlos y el río Moldava | 5 Coronas  | 1993          | Acero niquelado | Acero niquelado | 23 mm            | Liso           |                                                                               |
|                                                                                         | 10 Coronas | 1993          | Acero cobreado  | Acero cobreado  | 24,5 mm          | Estriado       | León de Bohemia, la inscripción ČESKÁ REPUBLIKA en el borde, y año de emisión |
| Kč 10 bajo la Catedral de San Pedro y San Pablo, en Brno, y la leyenda BRNO             | 10 Coronas | 1993          | Acero cobreado  | Acero cobreado  | 24,5 mm          | Estriado       |                                                                               |
|                                                                                         | 20 Coronas | 1993          | Acero latonado  | Acero latonado  | 26 mm            | Liso y leyenda | León de Bohemia, la inscripción ČESKÁ REPUBLIKA en el borde, y año de emisión |
| 20 Kč al lado de la figura ecuestre de San Wenceslao                                    | 20 Coronas | 1993          | Acero latonado  | Acero latonado  | 26 mm            | Liso y leyenda |                                                                               |
|                                                                                         | 50 Coronas | 1993          | Ac/Cu           | Ac/La           | 27,5 mm          | Liso           | León de Bohemia, la inscripción ČESKÁ REPUBLIKA, año de emisión y facial      |
| Vista de Praga, y en el borde la inscripción PRAGA MATER URBIUM                         | 50 Coronas | 1993          | Ac/Cu           | Ac/La           | 27,5 mm          | Liso           |                                                                               |

En 1993 fueron acuñadas monedas de 10, 20 y 50 haléřů en aluminio, las dos primeras dejaron de tener curso legal el 31 de octubre de 2003, mientras que las de 50 haléřů permanecieron en circulación hasta el 31 de agosto de 2008.